# Андреас Меллер
Андреас Меллер (нім. Andreas Möller, нар. 2 вересня 1967, Франкфурт-на-Майні) — колишній німецький футболіст, що грав на позиції півзахисника. По завершенні ігрової кар'єри — футбольний тренер.
Як гравець насамперед відомий виступами за клуб «Боруссія» (Дортмунд), в якому провів дев'ять сезонів і виграв низку національних та міжнародних трофеїв, а також національну збірну Німеччини, у складі якої став чемпіоном світу та чемпіоном Європи.

## Клубна кар'єра
У дорослому футболі дебютував 1985 року виступами за «Айнтрахт» з рідного міста, в якому провів два сезони, взявши участь у 35 матчах чемпіонату.
1988 року перейшов в дортмундську «Боруссію», у складі якої 1989 року виборов титул володаря Кубка Німеччини, а також став володарем Суперкубка Німеччини, але влітку 1990 року повернувся в рідний «Айнтрахт».
Влітку 1992 року перейшов в італійський «Ювентус», з яким в першому ж сезоні став володарем Кубка УЄФА.
Влітку 1994 року повернувся до «Боруссії». Цього разу відіграв за дортмундський клуб наступні шість сезонів своєї ігрової кар'єри. Більшість часу, проведеного у складі «Боруссії», був основним гравцем команди. За цей час додав до переліку своїх трофеїв два титули чемпіона Німеччини, двічі ставав володарем Суперкубка Німеччини, а також переможцем Ліги чемпіонів УЄФА та володарем Міжконтинентального кубка.
Протягом 2000–2003 років захищав кольори «Шальке 04», вигравши ще два національних кубка.
Завершив професійну ігрову кар'єру у рідному клубі «Айнтрахт». Андреас прийшов до команди влітку 2003 року і захищав її кольори до припинення виступів на професійному рівні у 2004 році.

## Виступи за збірну
1988 року дебютував в офіційних матчах у складі національної збірної ФРН.
У складі збірної був учасником чемпіонату світу 1990 року в Італії, здобувши того року титул чемпіона світу, чемпіонату Європи 1992 року у Швеції, де разом з командою здобув «срібло», чемпіонату світу 1994 року у США, чемпіонату Європи 1996 року в Англії, здобувши того року титул континентального чемпіона, і чемпіонату світу 1998 року у Франції.
Протягом кар'єри у національній команді, яка тривала 12 років, провів у формі головної команди країни 85 матчів, забивши 29 голів.

## Кар'єра тренера
Розпочав тренерську кар'єру невдовзі по завершенні кар'єри гравця, в червні 2007 року, увійшовши до тренерського штабу клубу «Вікторія» (Ашаффенбург), що виступав в Оберлізі.
Влітку 2008 року став спортивним директором «Кікерса» (Оффенбах).

## Статистика

### Клубна
| Чемпіонат | Чемпіонат             | Чемпіонат  | Ліга | Ліга |
| Сезон     | Клуб                  | Ліга       | Ігри | Голи |
| Німеччина | Німеччина             | Німеччина  | Ліга | Ліга |
| --------- | --------------------- | ---------- | ---- | ---- |
| 1985/86   | «Айнтрахт»            | Бундесліга | 1    | 0    |
| 1986/87   | «Айнтрахт»            | Бундесліга | 22   | 1    |
| 1987/88   | «Айнтрахт»            | Бундесліга | 12   | 4    |
| 1987/88   | «Боруссія» (Дортмунд) | Бундесліга | 14   | 3    |
| 1988/89   | «Боруссія» (Дортмунд) | Бундесліга | 29   | 11   |
| 1989/90   | «Боруссія» (Дортмунд) | Бундесліга | 32   | 10   |
| 1990/91   | «Айнтрахт»            | Бундесліга | 32   | 16   |
| 1991/92   | «Айнтрахт»            | Бундесліга | 37   | 12   |
| Італія    | Італія                | Італія     | Ліга | Ліга |
| 1992/93   | «Ювентус»             | Серія A    | 26   | 10   |
| 1993/94   | «Ювентус»             | Серія A    | 30   | 9    |
| Німеччина | Німеччина             | Німеччина  | Ліга | Ліга |
| 1994/95   | «Боруссія» (Дортмунд) | Бундесліга | 30   | 14   |
| 1995/96   | «Боруссія» (Дортмунд) | Бундесліга | 23   | 8    |
| 1996/97   | «Боруссія» (Дортмунд) | Бундесліга | 26   | 5    |
| 1997/98   | «Боруссія» (Дортмунд) | Бундесліга | 26   | 10   |
| 1998/99   | «Боруссія» (Дортмунд) | Бундесліга | 30   | 7    |
| 1999/00   | «Боруссія» (Дортмунд) | Бундесліга | 18   | 3    |
| 2000/01   | «Шальке 04»           | Бундесліга | 32   | 1    |
| 2001/02   | «Шальке 04»           | Бундесліга | 32   | 4    |
| 2002/03   | «Шальке 04»           | Бундесліга | 22   | 1    |
| 2003/04   | «Айнтрахт»            | Бундесліга | 11   | 0    |
| Країна    | Німеччина             | Німеччина  | 429  | 110  |
| Країна    | Італія                | Італія     | 56   | 19   |
| Всього    | Всього                | Всього     | 485  | 129  |

### Збірна
| Збірна Німеччини | Збірна Німеччини | Збірна Німеччини |
| Роки             | Ігри             | Голи             |
| ---------------- | ---------------- | ---------------- |
| 1988             | 1                | 0                |
| 1989             | 6                | 2                |
| 1990             | 7                | 1                |
| 1991             | 5                | 1                |
| 1992             | 7                | 1                |
| 1993             | 10               | 7                |
| 1994             | 12               | 2                |
| 1995             | 9                | 5                |
| 1996             | 12               | 6                |
| 1997             | 4                | 0                |
| 1998             | 10               | 4                |
| 1999             | 2                | 0                |
| Всього           | 85               | 29               |

## Титули і досягнення
- Чемпіон Німеччини (2):

«Боруссія» (Дортмунд): 1994-95, 1995-96
- Володар Кубка Німеччини (3):

«Боруссія» (Дортмунд): 1988-89
«Шальке 04»: 2000-01, 2001-02
- Володар Суперкубка Німеччини (3):

«Боруссія» (Дортмунд): 1989, 1995, 1996
- Володар Кубка УЄФА (1):

«Ювентус»: 1992-93
- Переможець Ліги чемпіонів УЄФА (1):

«Боруссія» (Дортмунд): 1996-97
- Володар Міжконтинентального кубка (1):

«Боруссія» (Дортмунд): 1997
- Чемпіон світу (1):

ФРН: 1990
- Чемпіон Європи (1):

Німеччина: 1996
- Віце-чемпіон Європи (1):

Німеччина: 1992